# The Lonesome Jubilee
The Lonesome Jubilee è il nono album discografico in studio del cantante statunitense John Mellencamp (realizzato a nome John Cougar Mellencamp), pubblicato nel 1987.

## Tracce
1. Paper in Fire – 3:51
2. Down and Out in Paradise – 3:37
3. Check It Out – 4:19
4. The Real Life – 3:57
5. Cherry Bomb – 4:47
6. We Are the People – 4:17
7. Empty Hands – 3:43
8. Hard Times for an Honest Man – 3:27
9. Hotdogs and Hamburgers – 4:04
10. Rooty Toot Toot – 3:29